# Bahnstrecke Lubań Śląski–Leśna
| |                      |                                                 |                                                 |
| Streckennummer: | 337                  |                                                 |                                                 |
| Kursbuchstrecke: | 123q (1934)          |                                                 |                                                 |
| Streckenlänge: | 10,8 km              |                                                 |                                                 |
| Spurweite: | 1435 mm (Normalspur) |                                                 |                                                 |
| Streckenklasse: | C3                   |                                                 |                                                 |
| Maximale Neigung: | 8,3 ‰                |                                                 |                                                 |
| Minimaler Radius: | 250 m                |                                                 |                                                 |
| |                      |                                                 |                                                 |
| \| \| \| von Węgliniec \| \| \| \| \| von Zgorzelec \| \| \| \| 0,000 \| Lubań Śląski früher Lauban \| Lubań Śląski früher Lauban \| \| \| \| nach Wałbrzych \| \| \| \| 1,305 \| Księginki früher Kerzdorf \| Księginki früher Kerzdorf \| \| \| 2,927 \| Kościelnik früher Holzkirch \| Kościelnik früher Holzkirch \| \| \| 5,000 \| Kościelniki Średnie früher Mittelsteinkirch \| Kościelniki Średnie früher Mittelsteinkirch \| \| \| 6,056 \| Kościelniki Dolne früher Steinkirch (Kr Lauban) \| Kościelniki Dolne früher Steinkirch (Kr Lauban) \| \| \| 8,081 \| Kościelniki Górne früher Obersteinkirch \| Kościelniki Górne früher Obersteinkirch \| \| \| 10,315 \| Leśna Zakład Kruszyw \| Leśna Zakład Kruszyw \| \| \| 10,831 \| Leśna früher Marklissa \| Leśna früher Marklissa \| |                      |                                                 |                                                 |
| Strecke |                      | von Węgliniec                                   | von Węgliniec                                   |
| Abzweig geradeaus und von rechts |                      | von Zgorzelec                                   | von Zgorzelec                                   |
| Bahnhof | 0,000                | Lubań Śląski früher Lauban                      | Lubań Śląski früher Lauban                      |
| Abzweig geradeaus und nach links |                      | nach Wałbrzych                                  | nach Wałbrzych                                  |
| ehemaliger Haltepunkt / Haltestelle | 1,305                | Księginki früher Kerzdorf                       | Księginki früher Kerzdorf                       |
| ehemaliger Bahnhof | 2,927                | Kościelnik früher Holzkirch                     | Kościelnik früher Holzkirch                     |
| ehemaliger Haltepunkt / Haltestelle | 5,000                | Kościelniki Średnie früher Mittelsteinkirch     | Kościelniki Średnie früher Mittelsteinkirch     |
| ehemaliger Bahnhof | 6,056                | Kościelniki Dolne früher Steinkirch (Kr Lauban) | Kościelniki Dolne früher Steinkirch (Kr Lauban) |
| ehemaliger Haltepunkt / Haltestelle | 8,081                | Kościelniki Górne früher Obersteinkirch         | Kościelniki Górne früher Obersteinkirch         |
| Dienststation / Betriebs- oder Güterbahnhof | 10,315               | Leśna Zakład Kruszyw                            | Leśna Zakład Kruszyw                            |
| ehemaliger Kopfbahnhof Streckenende | 10,831               | Leśna früher Marklissa                          | Leśna früher Marklissa                          |

Die Bahnstrecke Lubań Śląski–Leśna ist eine Nebenbahn in der Woiwodschaft Niederschlesien in Polen. Sie führt im seit 1945 polnischen Teil der Oberlausitz von Lubań (Lauban) durch das Queistal nach Leśna (Marklissa).

## Geschichte
Gebaut wurde die Bahnstrecke von Lauban nach Marklissa von den Preußischen Staatseisenbahnen, welche die Strecke am 15. Mai 1896 eröffneten. In der zweiten Hälfte der 1920er Jahre wurde die Bahnstrecke elektrifiziert, die Aufnahme des elektrischen Zugbetriebs erfolgte am 22. Juni 1928.

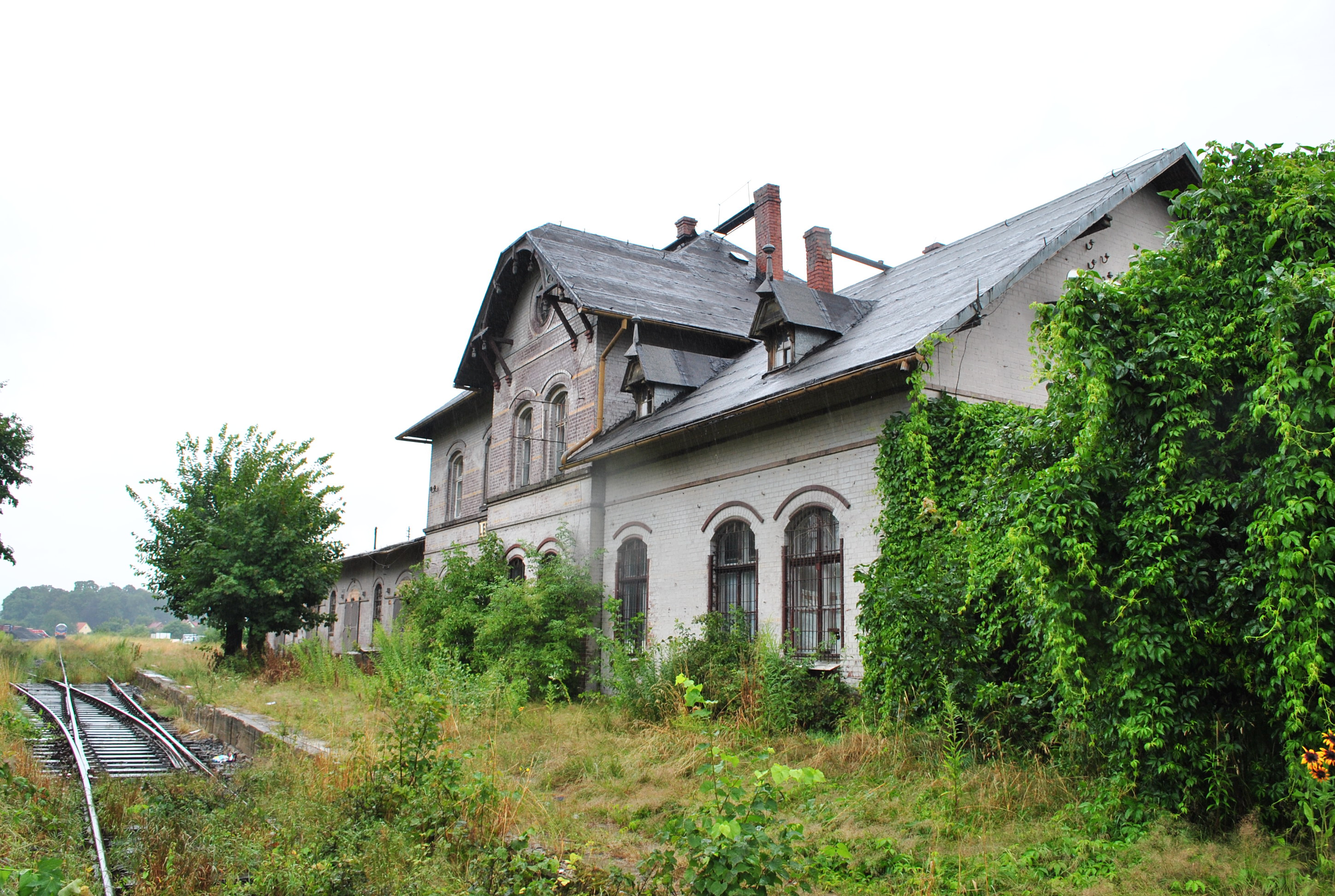
Bahnhof Leśna (2010)

Den Zweiten Weltkrieg überstand die Bahnstrecke unbeschädigt, obwohl um Lauban größere Auseinandersetzungen stattfanden. Nach dem Zweiten Weltkrieg wurde die Bahnstrecke Lubań–Leśna von den PKP betrieben. Noch im Sommer 1945 erfolgte die Demontage der Oberleitung.
Am 1. Oktober 1991 wurde der Personenverkehr eingestellt, im Oktober 1999 die Strecke ganz stillgelegt. Lediglich der Anschluss eines Basaltwerkes bei Księginki wurde noch bedient. Seit 2008 fahren auch wieder Güterzüge bis Leśna, wo ebenfalls ein Steinbruch bedient wird.